# Winston-Salem Open 2016
Il Winston–Salem Open 2016, in precedenza conosciuto come Pilot Pen Tennis, è stato un torneo di tennis giocato sul cemento. È stata la 36ª edizione del Pilot Pen Tennis, che fa parte della categoria ATP Tour 250 nell'ambito dell'ATP World Tour 2016. Il torneo si è giocato al Wake Forest University di Winston-Salem, nella Carolina del Nord, dal 21 al 27 agosto 2016. È stato l'ultimo torneo prima degli US Open 2016.

## Partecipanti

### Teste di serie
| Nazionalità | Giocatore             | Ranking* | Testa di serie |
| ----------- | --------------------- | -------- | -------------- |
| Francia     | Richard Gasquet       | 15       | 1              |
| Spagna      | Roberto Bautista Agut | 17       | 2              |
| Uruguay     | Pablo Cuevas          | 19       | 3              |
| Stati Uniti | Steve Johnson         | 23       | 4              |
| Sudafrica   | Kevin Anderson        | 24       | 5              |
| Stati Uniti | Sam Querrey           | 29       | 6              |
| Francia     | Gilles Simon          | 31       | 7              |
| Spagna      | Albert Ramos Viñolas  | 33       | 8              |
| Serbia      | Viktor Troicki        | 35       | 9              |
| Portogallo  | João Sousa            | 36       | 10             |
| Italia      | Paolo Lorenzi         | 40       | 11             |
| Russia      | Andrej Kuznecov       | 41       | 12             |
| Argentina   | Federico Delbonis     | 43       | 13             |
| Cipro       | Marcos Baghdatis      | 44       | 14             |
| Spagna      | Fernando Verdasco     | 45       | 15             |
| Spagna      | Pablo Carreño Busta   | 48       | 16             |

* Ranking al 15 agosto 2016.

### Altri partecipanti
I seguenti giocatori hanno ricevuto una wild card per il tabellone principale:
- Roberto Bautista Agut
- Bjorn Fratangelo
- Rajeev Ram
- Frances Tiafoe

Il seguente giocatore è entrato in tabellone con il ranking protetto:
- Thanasi Kokkinakis

I seguenti giocatori sono passati dalle qualificazioni:

- Radu Albot
- James Duckworth
- James McGee
- Yoshihito Nishioka

Il seguente giocatore è entrato in tabellone come lucky loser:
- Tim van Rijthoven

## Campioni

### Singolare
Pablo Carreño Busta ha sconfitto in finale  Roberto Bautista Agut con il punteggio di 6(6)–7, 7–6(1), 6–4.
- È il primo titolo in carriera per Carreño Busta.

### Doppio
Guillermo García López /  Henri Kontinen hanno sconfitto in finale  Andre Begemann /  Leander Paes con il punteggio di 4–6, 7–6(6), [10–8].